# Šišan
Šišan är en ort i Kroatien.   Den ligger i länet Istrien, i den västra delen av landet, 190 km sydväst om huvudstaden Zagreb. Šišan ligger 70 meter över havet och antalet invånare är 623.
Terrängen runt Šišan är platt. Havet är nära Šišan åt sydost. Runt Šišan är det ganska glesbefolkat, med 45 invånare per kvadratkilometer. Närmaste större samhälle är Pula, 7,6 km väster om Šišan. Omgivningarna runt Šišan är en mosaik av jordbruksmark och naturlig växtlighet.